# Shari Headley
Shari Headley (* 15. Juli 1964) ist eine US-amerikanische Schauspielerin. Bekannt wurde sie durch ihre Rolle in Der Prinz aus Zamunda.

## Leben
Headley ist seit 1985 als Schauspielerin tätig. Ihre erste Rolle war ein Auftritt in der Die Bill Cosby Show. Es folgten mehr als 40 weitere Produktionen. 1988 war sie in tragender Rolle in Der Prinz aus Zamunda zu sehen und 33 Jahre später auch in der Fortsetzung Der Prinz aus Zamunda 2 (2021). 1998 war Headley für den Image Award nominiert.
Headley war von 1993 bis 1995 verheiratet. 1994 bekam sie einen Sohn.

## Filmografie (Auswahl)
- 1985: Die Bill Cosby Show (	The Cosby Show, Fernsehserie, 1 Episode)
- 1986: Miami Vice (Fernsehserie, 1 Episode)
- 1988: Der Prinz aus Zamunda (Coming to America)
- 1996: Walker, Texas Ranger (Fernsehserie, Staffel IV, Folge 20)
- 2004: Familie Johnson geht auf Reisen (Johnson Family Vacation)
- 2005: Dr. House (House, M.D., Fernsehserie, 1 Episode)
- 2010: 10 Dinge, die ich an dir hasse (10 Things I Hate About You, Fernsehserie, 1 Episode)
- 2018: Gänsehaut 2 – Gruseliges Halloween (Goosebumps 2: Haunted Halloween)
- 2019: On Becoming a God in Central Florida (Fernsehserie, 6 Episoden)
- 2021: Der Prinz aus Zamunda 2 (Coming 2 America)